# Pegomya sitiens
Pegomya sitiens este o specie de muște din genul Pegomya, familia Anthomyiidae, descrisă de Huckett în anul 1939. Conform Catalogue of Life specia Pegomya sitiens nu are subspecii cunoscute.